# Xenniál
A xenniál a szociológiában egy mikrogeneráció az X és Y generáció között.

## Digitális tinik
A legtöbb X generációs tini élete teljesen az analóg világban zajlott, az Y generációsoké pedig már a CD, BBS, Internet világában. A xenniáloknak erős élményei és érzelmi kötődései vannak az analóg kommunikációról, mint például az MC, különféle nyomdatermékek és így tovább, valamint tinikoruktól a lehetőségeket kiterjesztő digitális kommunikációról.
Ahogy az például a Retro Junk magazin 2019-es cikksorozatában megjelent: „Az írógéptől… a laptopig tudunk használni mindent – és te mit tudsz?”
Ez a kettős kötődés meghatározza a xenniálok érzés- és kommunikációs világát. Ez azon is lemérhető, hogy például jellemzően kedvelik a kevert, személyes közösségi és otthonról történő munkavégzést is.

## Születések
A xenniálok jellemzően még szintén boomerek szülöttei, egyik tinédzserkori alapélményük a hidegháború összeomlása és a digitalizációnak köszönhető globalizáció megérzése, amibe az Y-ok majd már szinte belenőnek, ezért a xenniálok viszonylag optimistán élték meg az 1980-as–1990-es évek fordulóján elérhető kulturális hatásokat, és már stabil munkába állás után találkoztak olyan új kihívásokkal, mint például a klímaválság, az erősödő globális terrorizmus, ami már inkább az Y generációsok tinikorára nyomta rá a bélyegét. A xenniálok mikrogenerációja nagyjából az 1970-es évek második fele és az 1980-as évek első harmada között születettek, de ez természetesen nagyban függ a környezettől is (például város vagy kistelepülés).

## Xenniál és zenniál
A köztes korosztályok között ma már nem csak a xenniálokat, hanem a zenniálokat is említik.